# Methodistenkapelle (Sontheim)

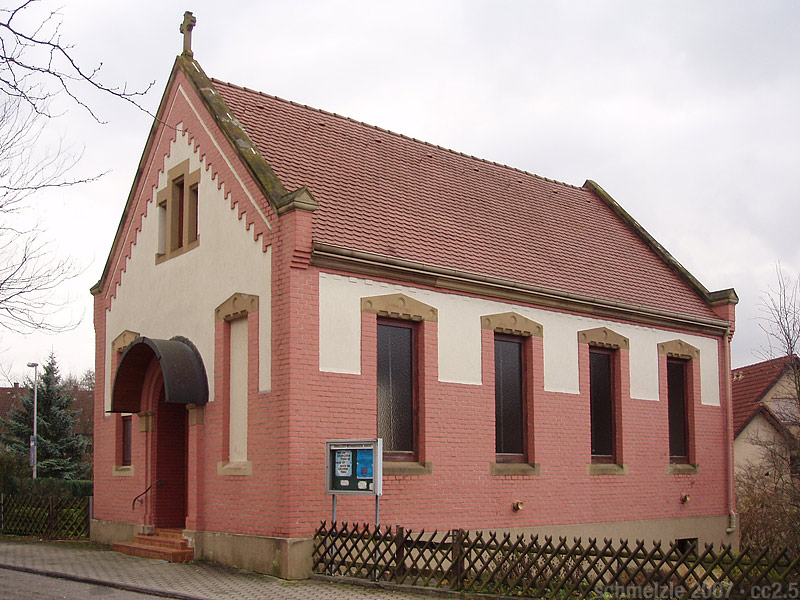
Die Methodistenkapelle in Sontheim (2006)

Die Methodistenkapelle im Heilbronner Stadtteil Sontheim an der Hofwiesenstraße 10 ist ein eklektizistischer Sakralbau. Als Kulturdenkmal steht die Kapelle unter Denkmalschutz.

## Beschreibung
Die Kapelle wurde im Jahr 1907 nach Plänen von Karl Tscherning errichtet. Sie weist neoklassizistische Fensterbekrönungen mit einem geometrischen Dekor auf.
Es handelt sich um einen eklektizistischen Sakralbau, in dem die Baustile der Neuromanik und des Neo-Klassizismus zusammenflossen. Als neoromanisch darf das Rundbogenfries an der Giebelseite und unterhalb des Gebälks am Dachansatz gelten.
Die Kapelle wurde Stand November 2016 nicht mehr kirchlich genutzt und stand leer. Das Gebäude wird nach Umbaumaßnahmen, die auch einen schmalen Anbau aus Holz, Glas und Metall an der Westseite umfassten, seit Mai 2020 als Architekturbüro genutzt.